# Thể dục dụng cụ tại Thế vận hội Mùa hè 2016
Bản mẫu:Thể dục dụng cụ tại Thế vận hội Mùa hè 2016
Thể dục dụng cụ tại Thế vận hội Mùa hè 2016 tại Rio de Janeiro có ba phân môn chính: thể dục nghệ thuật, thể dục nhịp điệu và thể dục nhào lộn. Tất cả nội dung môn thể dục dụng cụ đều diễn ra tại Arena Olímpica do Rio từ 6 tới 21 tháng Tám.

## Vòng loại
Vòng loại dựa vào kết quả của Giải thể dục nghệ thuật vô địch thế giới 2015, diễn ra tại Glasgow, Scotland, từ 24 tháng 10 tới 1 tháng 11 năm 2015; Giải thể dục nhịp điệu vô địch thế giới 2015, diễn ra tại Stuttgart, Đức, từ 7 tới 13 tháng 9 năm 2015; Giải thể dục nhào lộn vô địch thế giới 2015, diễn ra tại Odense, Đan Mạch, từ 25 tới 28 tháng 11 năm 2015; và Vòng loại Olympic cuối cùng, diễn ra từ 16–22 tháng 4 năm 2016 tại Arena Olímpica do Rio.

## Lịch thi đấu
| Q | Vòng loại | F | Chung kết |

| Nội dung↓/Ngày →       | Bảy 6 | CN 7 | Hai 8 | Ba 9 | Tư 10 | Năm 11 | CN 14 | Hai 15 | Ba 16 |
| ---------------------- | ----- | ---- | ----- | ---- | ----- | ------ | ----- | ------ | ----- |
| Toàn năng cá nhân nam  | Q     |      |       |      | F     |        |       |        |       |
| Toàn năng đồng đội nam | Q     |      | F     |      |       |        |       |        |       |
| Nhảy ngựa nam          | Q     |      |       |      |       |        |       | F      |       |
| Tự do nam              | Q     |      |       |      |       |        | F     |        |       |
| Ngựa tay quay nam      | Q     |      |       |      |       |        | F     |        |       |
| Vòng treo nam          | Q     |      |       |      |       |        |       | F      |       |
| Xà kép nam             | Q     |      |       |      |       |        |       |        | F     |
| Xà đơn nam             | Q     |      |       |      |       |        |       |        | F     |
| Toàn năng cá nhân nữ   |       | Q    |       |      |       | F      |       |        |       |
| Toàn năng đồng đội nữ  |       | Q    |       | F    |       |        |       |        |       |
| Nhảy ngựa nữ           |       | Q    |       |      |       |        | F     |        |       |
| Cầu thăng bằng nữ      |       | Q    |       |      |       |        |       | F      |       |
| Xà lệch nữ             |       | Q    |       |      |       |        | F     |        |       |
| Tự do nữ               |       | Q    |       |      |       |        |       |        | F     |

| Nội dung↓/Ngày →   | Sáu 19 | Bảy 20 | CN 21 |
| ------------------ | ------ | ------ | ----- |
| Toàn năng cá nhân  | Q      | F      |       |
| Toàn năng đồng đội |        | Q      | F     |

| Nội dung↓/Ngày → | Sáu 12 | Sáu 12 | Bảy 13 | Bảy 13 |
| ---------------- | ------ | ------ | ------ | ------ |
| Nam              |        |        | Q      | F      |
| Nữ               | Q      | F      |        |        |

## Tham dự

### Quốc gia tham dự
Brazil, với tư cách chủ nhà, nhận được suất đặc cách trong trường hợp không có vận động viên vượt qua vòng loại.
- Algérie (2)
- Argentina (2)
- Armenia (3)
- Úc (3)
- Áo (1)
- Azerbaijan (3)
- Belarus (12)
- Bỉ (6)
- Brasil (17)
- Bulgaria (6)
- Canada (8)
- Cabo Verde (1)
- Chile (2)
- Trung Quốc (20)
- Colombia (2)
- Croatia (2)
- Cuba (3)
- Síp (1)
- Cộng hòa Séc (1)
- Ai Cập (1)
- Phần Lan (2)
- Pháp (13)
- Gruzia (2)
- Đức (17)
- Anh Quốc (13)
- Hy Lạp (9)
- Guatemala (1)
- Hungary (2)
- Iceland (1)
- Ấn Độ (1)
- Ireland (2)
- Israel (7)
- Ý (12)
- Jamaica (1)
- Nhật Bản (19)
- Kazakhstan (2)
- Litva (1)
- México (2)
- Monaco (1)
- Hà Lan (10)
- New Zealand (3)
- CHDCND Triều Tiên (2)
- Na Uy (1)
- Panama (1)
- Perú (1)
- Ba Lan (1)
- Bồ Đào Nha (3)
- România (4)
- Nga (20)
- Slovakia (1)
- Slovenia (1)
- Nam Phi (1)
- Hàn Quốc (7)
- Tây Ban Nha (9)
- Thụy Điển (1)
- Thụy Sĩ (6)
- Trinidad và Tobago (1)
- Thổ Nhĩ Kỳ (2)
- Ukraina (13)
- Hoa Kỳ (18)
- Uzbekistan (9)
- Venezuela (1)
- Việt Nam (2)

## Bảng xếp hạng huy chương
Chú thích
  *   Chủ nhà (Brasil)
| 1    | Hoa Kỳ            | 4  | 6  | 2  | 12 |
| 2    | Nga               | 3  | 5  | 3  | 11 |
| 3    | Anh Quốc          | 2  | 2  | 3  | 7  |
| 4    | Nhật Bản          | 2  | 0  | 1  | 3  |
| 5    | Ukraina           | 1  | 1  | 1  | 3  |
| 6    | Đức               | 1  | 0  | 1  | 1  |
| 7    | Belarus           | 1  | 0  | 0  | 1  |
| 7    | Canada            | 1  | 0  | 0  | 1  |
| 7    | Hy Lạp            | 1  | 0  | 0  | 1  |
| 7    | Hà Lan            | 1  | 0  | 0  | 1  |
| 7    | CHDCND Triều Tiên | 1  | 0  | 0  | 1  |
| 12   | Brasil            | 0  | 2  | 1  | 3  |
| 13   | Trung Quốc        | 0  | 1  | 4  | 5  |
| 14   | Tây Ban Nha       | 0  | 1  | 0  | 1  |
| 15   | Bulgaria          | 0  | 0  | 1  | 1  |
| 15   | Thụy Sĩ           | 0  | 0  | 1  | 1  |
| Tổng | Tổng              | 18 | 18 | 18 | 54 |

## Nội dung

### Thể dục nghệ thuật

#### Nam
| Toàn năng đồng đội | Nhật Bản (JPN) · Shirai Kenzō · Tanaka Yusuke · Yamamuro Koji · Uchimura Kōhei · Katō Ryōhei | Nga (RUS) · Denis Ablyazin · David Belyavskiy · Ivan Stretovich · Nikolai Kuksenkov · Nikita Nagornyy | Trung Quốc (CHN) · Đặng Soái Địch · Lâm Siêu Phàm · Lưu Dương · Vu Hào · Trương Thành Long |  |  |  |
| Toàn năng cá nhân  | Uchimura Kōhei · Nhật Bản                                                                    | Oleg Vernyayev · Ukraina                                                                              | Max Whitlock · Anh Quốc                                                                    |  |  |  |
|                    |                                                                                              | |                                                                                            |  |  |  |
| Tự do              | Max Whitlock · Anh Quốc                                                                      | Diego Hypólito · Brasil                                                                               | Arthur Mariano · Brasil                                                                    |  |  |  |
| Ngựa tay quay      | Max Whitlock · Anh Quốc                                                                      | Louis Smith · Anh Quốc                                                                                | Alexander Naddour · Hoa Kỳ                                                                 |  |  |  |
| Vòng treo          | Eleftherios Petrounias · Hy Lạp                                                              | Arthur Zanetti · Brasil                                                                               | Denis Ablyazin · Nga                                                                       |  |  |  |
| Nhảy ngựa          | Ri Se-gwang · CHDCND Triều Tiên                                                              | Denis Ablyazin · Nga                                                                                  | Shirai Kenzō · Nhật Bản                                                                    |  |  |  |
| Xà kép             | Oleg Vernyayev · Ukraina                                                                     | Danell Leyva · Hoa Kỳ                                                                                 | David Belyavskiy · Nga                                                                     |  |  |  |
| Xà đơn             | Fabian Hambüchen · Đức                                                                       | Danell Leyva · Hoa Kỳ                                                                                 | Nile Wilson · Anh Quốc                                                                     |  |  |  |

#### Nữ
| Nội dung           | Vàng                                                                                          | Bạc                                                                                                   | Đồng                                                                                    |
| ------------------ | --------------------------------------------------------------------------------------------- | --- | --------------------------------------------------------------------------------------- |
| Toàn năng đồng đội | Hoa Kỳ (USA) · Simone Biles · Gabby Douglas · Laurie Hernandez · Madison Kocian · Aly Raisman | Nga (RUS) · Angelina Melnikova · Aliya Mustafina · Maria Paseka · Daria Spiridonova · Seda Tutkhalyan | Trung Quốc (CHN) · Phạm Nghị Lâm · Mao Di · Thường Xuân Tống · Đàm Gia Tân · Vương Diễm |
| Toàn năng cá nhân  | Simone Biles · Hoa Kỳ                                                                         | Aly Raisman · Hoa Kỳ                                                                                  | Aliya Mustafina · Nga                                                                   |
| Nhảy ngựa          | Simone Biles · Hoa Kỳ                                                                         | Maria Paseka · Nga                                                                                    | Giulia Steingruber · Thụy Sĩ                                                            |
| Xà lệch            | Aliya Mustafina · Nga                                                                         | Madison Kocian · Hoa Kỳ                                                                               | Sophie Scheder · Đức                                                                    |
| Cầu thăng bằng     | Sanne Wevers · Hà Lan                                                                         | Laurie Hernandez · Hoa Kỳ                                                                             | Simone Biles · Hoa Kỳ                                                                   |
| Tự do              | Simone Biles · Hoa Kỳ                                                                         | Aly Raisman · Hoa Kỳ                                                                                  | Amy Tinkler · Anh Quốc                                                                  |

### Thể dục nhịp điệu
| Nội dung           | Vàng | Bạc | Đồng |
| ------------------ | --- | --- | --- |
| Toàn năng cá nhân  | Margarita Mamun · Nga                                                                                          | Yana Kudryavtseva · Nga                                                                                  | Ganna Rizatdinova · Ukraina |
| Toàn năng đồng đội | Nga (RUS) · Vera Biriukova · Anastasia Bliznyuk · Anastasia Maksimova · Anastasiia Tatareva · Maria Tolkacheva | Tây Ban Nha (ESP) · Sandra Aguilar · Artemi Gavezou · Elena López · Lourdes Mohedano · Alejandra Quereda | Bulgaria (BUL) · Reneta Kamberova · Lyubomira Kazanova · Mihaela Maevska-Velichkova · Tsvetelina Naydenova · Hristiana Todorova |

### Thể dục nhào lộn
| Nội dung    | Vàng                           | Bạc                    | Đồng                 |
| ----------- | ------------------------------ | ---------------------- | -------------------- |
| Cá nhân nam | Uladzislau Hancharou · Belarus | Đông Đông · Trung Quốc | Lôi Cao · Trung Quốc |
| Cá nhân nữ  | Rosie MacLennan · Canada       | Bryony Page · Anh Quốc | Lý Đan · Trung Quốc  |